# Donald Martin Carroll
Donald Martin Carroll (* 25. November 1909 in Chicago; † 3. Januar 2002) war ein US-amerikanischer Geistlicher und ernannter römisch-katholischer Bischof von Rockford.

## Leben
Donald Martin Carroll besuchte zunächst das Archbishop Quigley Preparatory Seminary und anschließend das Priesterseminar St. Mary of the Lake in Mundelein. Der Erzbischof von Chicago, George William Kardinal Mundelein, weihte ihn am 7. April 1934 zum Priester. Anschließend studierte Carroll an der Päpstlichen Universität Gregoriana in Rom Kanonisches Recht und wurde 1937 promoviert. Nach seiner Rückkehr war er für fünf Jahre am Ehegericht des Erzbistums Chicago tätig. 1942 wurde er zum Sekretär des Apostolischen Delegaten in den Vereinigten Staaten mit Sitz in Washington, D.C. ernannt.
Papst Pius XII. ernannte ihn am 27. Juni 1956 zum Bischof von Rockford. Die für den 30. August desselben Jahres vorgesehene Bischofsweihe musste aus Gesundheitsgründen verschoben werden. Am 25. September 1956 trat er aus denselben Gesundheitsgründen zurück.
Nach seinem Verzicht auf das Bischofsamt war er bis 1967 Pfarrer in Oak Park und anschließend bis zum Eintritt in den Ruhestand Krankenhausseelsorger in Chicago.